# Associazione Calcio Pordenone 1959-1960
Questa voce raccoglie le informazioni riguardanti l'Associazione Calcio Pordenone nelle competizioni ufficiali della stagione 1959-1960.

## Rosa
| N. |                   | Ruolo | Calciatore         |
| -- | ----------------- | ----- | ------------------ |
|    | Italia (bandiera) | D     | Piero Aggradi      |
|    | Italia (bandiera) | C     | Lorenzo Canal      |
|    | Italia (bandiera) | D     | Angelo Caroli      |
|    | Italia (bandiera) | C     | Piero Comisso      |
|    | Italia (bandiera) | C     | Guido Del Grosso   |
|    | Italia (bandiera) | D     | Vinicio Facca      |
|    | Italia (bandiera) | A     | Federico Jaconissi |
|    | Italia (bandiera) | A     | Enrico Lugo        |
|    | Italia (bandiera) | D     | Antonio Magnetto   |

| N. |                   | Ruolo | Calciatore          |
| -- | ----------------- | ----- | ------------------- |
|    | Italia (bandiera) | A     | Marcello Mariotto   |
|    | Italia (bandiera) | A     | Michelangelo Oderda |
|    | Italia (bandiera) | A     | Gianni Renzulli     |
|    | Italia (bandiera) | P     | Angelo Stabile      |
|    | Italia (bandiera) | P     | Gianni Vecil        |
|    | Italia (bandiera) | D     | Roberto Viglianetti |
|    | Italia (bandiera) | C     | Marcello Venier     |
|    | Italia (bandiera) | C     | Angelo Villa        |